# Martin Garrix
Martin Garrix, pseudonimo di Martijn Gerard Garritsen (Amstelveen, 14 maggio 1996), è un disc jockey, musicista e produttore discografico olandese.
È arrivato al successo nel 2013 con il singolo Animals. Nel 2016, all'età di 20 anni, è stato posizionato al primo posto tra i 100 migliori DJ al mondo secondo la rivista DJ Magazine, divenendo inoltre il più giovane ad ottenere tale riconoscimento. La rivista ha confermato il posizionamento nella classifica anche nel 2017, nel 2018, 2022 e nel 2024, eguagliando il record di Armin van Buuren. È conosciuto anche con gli altri nomi d'arte GRX e YTRAM, oltre all'attività con il rapper Maejor nel progretto Area21.

## Biografia
Nel 2004 decise di voler diventare un DJ, dopo aver visto l'esibizione di Tiësto ai Giochi Olimpici di Atene. La nuova attività lo portò a intraprendere studi musicali presso la Herman Brood Academie di Utrecht, specializzata per produttori discografici, dove ottiene il diploma nel 2014, un anno prima rispetto ai compagni avendo raggiunto gli obiettivi che la scuola si pone. Nel 2015 è protagonista di una campagna pubblicitaria per il marchio di orologi TAG Heuer, mentre dal 2018 è testimonial di Armani Exchange di Giorgio Armani.

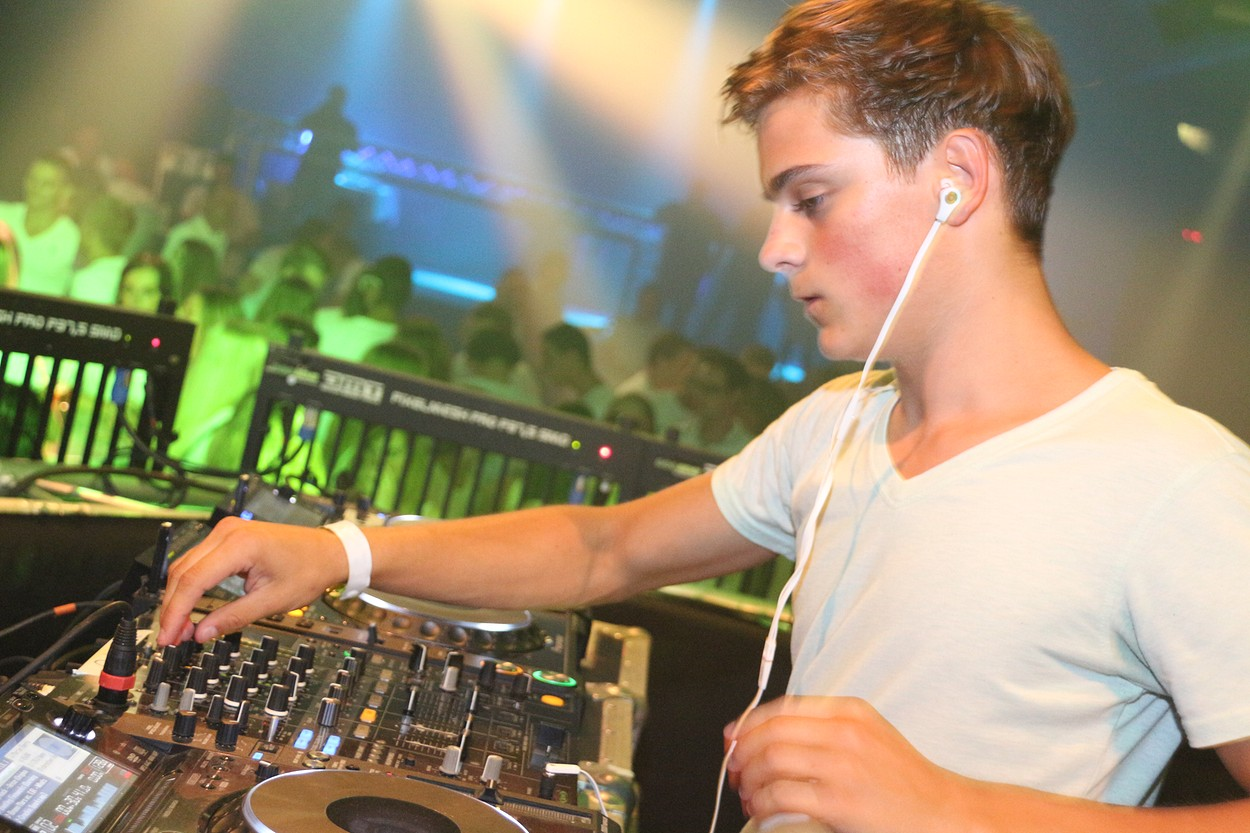
Martin Garrix al Midsummer White 2013

Il 2012 sancisce l'inizio di Garrix nella sua carriera di produttore: i primi singoli pubblicati sono stati ITSA, Keygen e BFAM, di cui l'ultimo in collaborazione con Julian Jordan, altro artista affiliato alla Spinnin' Records. Pubblica un remix del brano Your Body, che appare nell'edizione deluxe dell'album Lotus di Christina Aguilera.
Nel 2013 pubblica Torrent in collaborazione con Sidney Samson, tramite l'etichetta discografica di Tiësto e Just Some Loops, brano in collaborazione con i TV Noise ed inserito nella raccolta Loop Essential Masters, Volume 2. Il successo arriva a soli 17 anni con il singolo Animals, pubblicato il 17 giugno 2013 tramite Spinnin' Records e che ha raggiunto la prima posizione in Belgio e nel Regno Unito, nonché in quella stilata da Beatport, facendo così risultare Garrix il più giovane artista di sempre ad aver conseguito tale risultato. Il singolo appare anche nella raccolta di Hardwell, Hardwell Presents Revealed Vol. 4. Il 30 settembre 2013 ha pubblicato un remix di Project T di Sander van Doorn, Dimitri Vegas & Like Mike, che raggiunge velocemente la prima posizione di Beatport, mentre il 2 dicembre ha pubblicato il singolo Wizard, in collaborazione con Jay Hardway.
Il 20 gennaio 2014 pubblica il suo edit di Crackin dei Bassjackers, seguito il 17 febbraio da Helicopter, singolo inciso con i Firebeatz. Il 6 marzo ha reso disponibile per il download gratuito il brano Proxy, mentre il 21 aprile ha pubblicato il singolo Tremor con Dimitri Vegas & Like Mike, anch'esso salito al primo posto della classifica Beatport. Il 2 giugno è stata la volta di Gold Skies, singolo realizzato con Sander van Doorn, DVBBS e Aleesia, mentre il 7 luglio è uscito il suo edit di Backlash dei DubVision. L'8 luglio Garrix ha pubblicato l'EP di debutto Gold Skies EP, contenente i suoi cinque precedenti singoli Il 25 agosto è uscito il singolo Turn Up the Speakers, inciso con Afrojack, mentre il 6 ottobre è stata la volta del singolo Set Me Free, realizzato con Dillon Francis ed inserito nell'album di quest'ultimo, Money Sucks, Friends Rule. Il 13 ottobre è uscito Virus con MOTi.

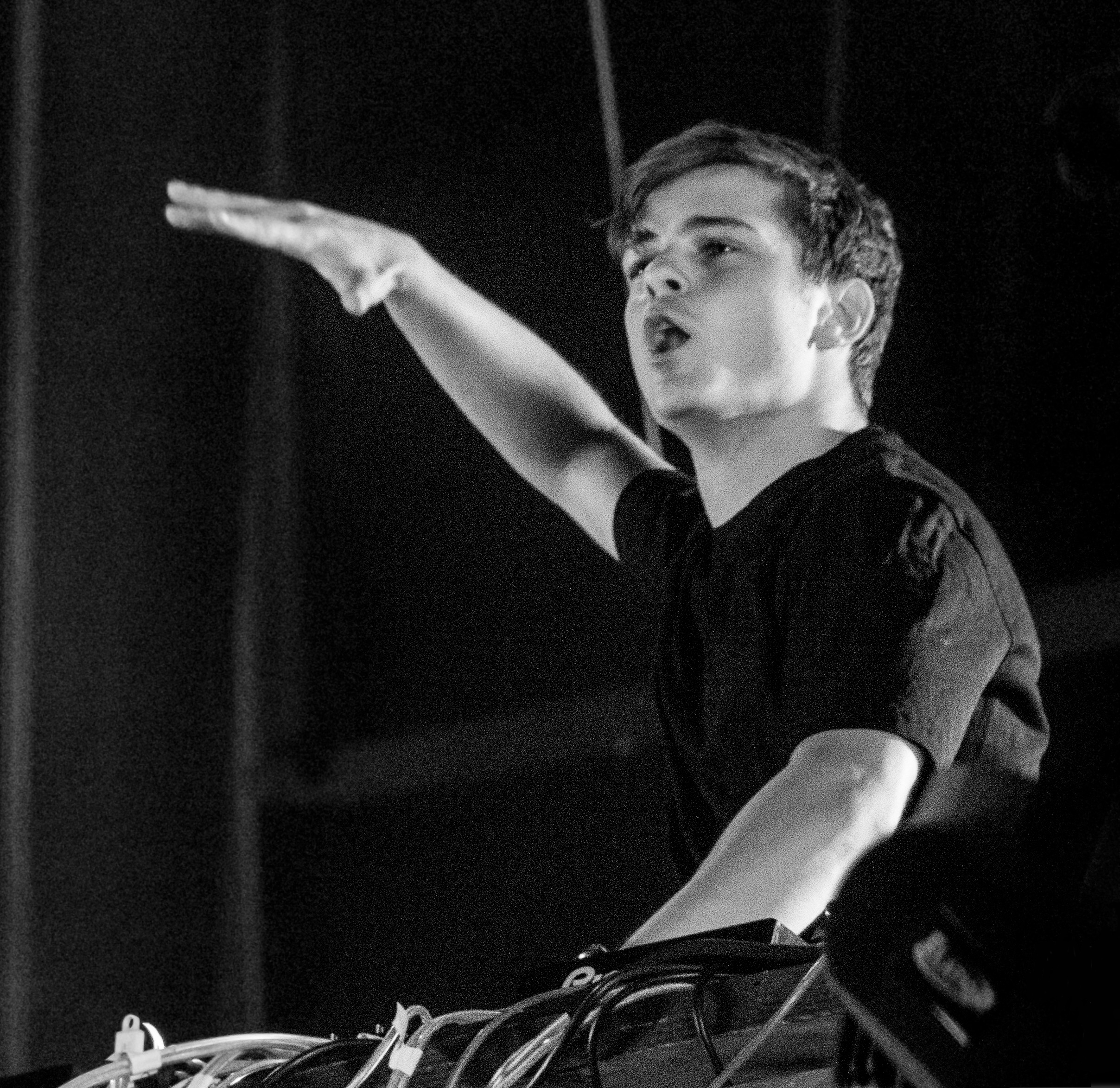
Martin Garrix al VELD 2016

Il 6 febbraio 2015 Garrix ha pubblicato per il download digitale il brano Forbidden Voices come ringraziamento ai suoi sostenitori per aver raggiunto 10 milioni di "mi piace" su Facebook. Il 17 marzo 2015 ha pubblicato il brano Don't Look Down in collaborazione con Usher. Il DJ è uno dei 50 vincitori degli YouTube Music Awards 2015; nello stesso periodo il DJ ha inoltre ottenuto un ingaggio come resident all'Omnia Nightclub di Las Vegas. Il 4 maggio ha pubblicato con Tiësto il singolo The Only Way Is Up, impiegato nello spot pubblicitario della 7 Up, la quale ha realizzato le loro effigi su un'edizione limitata di lattine; il 22 dello stesso mese è inoltre uscito Waiting for Love, singolo realizzato con Avicii.
Dal 3 luglio 2015 ha ottenuto per tutta l'estate 2015 un residence all'Ushuaia di Ibiza che ha come ospite fisso Oliver Heldens e altri DJ non fissi, mentre tre giorni più tardi ha pubblicato con il duo russo Matisse & Sadko il singolo Dragon, seguito la settimana seguente da Break Through the Silence; entrambi i brani hanno raggiunto la prima posizione della classifica Beatport e sono stati accompagnati dai relativi videoclip usciti su YouTube. I due brani con Matisse & Sadko stati successivamente pubblicati come singolo il 27 luglio. Il 26 agosto ha annunciato di aver rescisso il suo contratto con la Spinnin' Records e con la MusicAllstars Management a causa di punti di vista differenti sul suo lavoro e sulla proprietà dei diritti delle sue produzioni. Il 16 ottobre è stata resa pubblica la classifica DJ Mag Top 100, nella quale Garrix è apparso alla terza posizione.
Il 19 novembre 2015 Martin Garrix ha fondato la propria etichetta discografica STMPD RCRDS, attraverso la quale ha pubblicato l'11 marzo 2016 il singolo Now That I've Found You (che ha visto la partecipazione di John & Michel), seguito a maggio da Lions in the Wild, inciso con Third Party. Entrambi i brani anticiperanno il suo primo album in studio, originariamente previsto per lo stesso anno. Il 29 luglio 2016 è stata la volta del terzo singolo  In the Name of Love, con la partecipazione di Bebe Rexha.
Durante la settimana dell'ADE, svoltasi a metà ottobre, ha pubblicato sette singoli in sette giorni per ringraziare il supporto ricevuto dai suoi fan: Wiee, Sun Is Never Going Down, Spotless, Hold On & Believe, Welcome, Together e Make Up Your Mind. Inoltre il 19 ottobre 2016 la annuale classifica "DJ Mag Top 100" svelata durante la prima sera dell'ADE ha visto Garrix classificarsi al primo posto premiato da Tiësto.
Il 27 gennaio 2017 Garrix ha pubblicato il singolo Scared to Be Lonely, inciso insieme alla cantante Dua Lipa. Il 26 maggio 2017 è invece uscito There for You, singolo in collaborazione con Troye Sivan.
Il DJ olandese, dopo il primato nella DJ Mag Top 100 del 2016, ha consolidato la propria posizione nel 2017 e nel 2018, entrambe le volte davanti a Dimitri Vegas & Like Mike. Nel 2019 lascia la vetta al duo belga piazzandosi sul secondo gradino del podio, mentre, nel 2020, scende di una posizione rispetto all'anno precedente, consacrandosi al terzo posto.
Nel 2021 pubblica il singolo Pressure in collaborazione con Tove Lo. Il 14 maggio dello stesso anno, Garrix pubblica il singolo We Are the People in collaborazione con Bono e The Edge, membri degli U2; il brano è anche inno ufficiale del campionato europeo di calcio 2020, che si è svolto dall'11 giugno all'11 luglio 2021.
Il 29 aprile 2022 ha pubblicato il suo album di debutto, Sentio, anticipato da vari singoli usciti a cadenza settimanale.

## Discografia

### Album in studio
- 2022 – Sentio

### Raccolte
- 2017 – The Martin Garrix Collection

### EP
- 2014 – Gold Skies EP
- 2016 – Seven EP
- 2018 – Bylaw EP
- 2024 – IDEM EP

### Singoli
- 2012 – ITSA (con Sleazy Stereo)
- 2012 – Keygen
- 2012 – BFAM (con Julian Jordan)
- 2012 – Registration Code (con Jay Hardway)
- 2013 – Torrent (con Sidney Samson)
- 2013 – Error 404 (con Jay Hardway)
- 2013 – Just Some Loops (con TV Noise)
- 2013 – Animals
- 2013 – Wizard (con Jay Hardway)
- 2014 – Helicopter (con Firebeatz)
- 2014 – Proxy
- 2014 – Tremor (con Dimitri Vegas & Like Mike)
- 2014 – Gold Skies (con Sander van Doorn, DVBBS e Aleesia)
- 2014 – Turn Up the Speakers (con Afrojack)
- 2014 – Set Me Free (con Dillon Francis)
- 2014 – Virus (How About Now) (con MOTi)
- 2015 – Forbidden Voices
- 2015 – Don't Look Down (con Usher)
- 2015 – The Only Way Is Up (con Tiësto)
- 2015 – Dragon (con Matisse & Sadko)
- 2015 – Break Through the Silence (con Matisse & Sadko)
- 2015 – Poison
- 2015 – Bouncybob (con Justin Mylo & Mesto)
- 2016 – Now That I've Found You (con John Martin & Michel Zitron)
- 2016 – Lions in the Wild (con i Third Party)
- 2016 – Oops
- 2016 – In the Name of Love (con Bebe Rexha)
- 2016 – Wiee (con Mesto)
- 2016 – Sun Is Never Going Down (con Dawn Golden)
- 2016 – Spotless (con Jay Hardway)
- 2016 – Hold On & Believe (con The Federal Empire)
- 2016 – Welcome (con Julian Jordan)
- 2016 – Together (con Matisse & Sadko)
- 2016 – Make Up Your Mind (con Florian Picasso)
- 2017 – Scared to Be Lonely (con Dua Lipa)
- 2017 – Byte (con Brooks)
- 2017 – There for You (con Troye Sivan)
- 2017 – Pizza
- 2017 – Forever (con Matisse & Sadko)
- 2017 – So Far Away (con David Guetta, Jamie Scott e Romy Dya)
- 2018 – Like I Do (con David Guetta e Brooks)
- 2018 – Game Over (con Loopers)
- 2018 – Ocean (con Khalid)
- 2018 – High on Life (con Bonn)
- 2018 – Burn Out (con Justin Mylo feat. Dewain Whitmore)
- 2018 – Breach (Walk Alone) (con Blinders)
- 2018 – Yottabyte
- 2018 – Latency (con Dyro)
- 2018 – Access
- 2018 – Waiting for Tomorrow (con Pierce Fulton feat. Mike Shinoda)
- 2018 – Dreamer (feat. Mike Yung)
- 2018 – Glitch (con Julian Jordan)
- 2019 – No Sleep (feat. Bonn)
- 2019 – Mistaken (con Matisse & Sadko feat. Alex Aris)
- 2019 – Summer Days (feat. Macklemore e Patrick Stump dei Fall Out Boy)
- 2019 – These Are the Times (feat. JRM)
- 2019 – Home (feat. Bonn)
- 2019 – Used to Love (feat. Dean Lewis)
- 2019 – Hold On (feat. Matisse & Sadko & Michel Zitron)
- 2020 – Drown (feat. Clinton Kane)
- 2020 – Higher Ground (feat. John Martin)
- 2020 – Fire (feat. Ytram & Elderbrook)
- 2020 – Alive (feat. Ytram & Citadelle)
- 2021 – Pressure (feat. Tove Lo)
- 2021 – We Are the People (feat. Bono e The Edge)
- 2021 – Love Runs Out (feat. G-Eazy e Sasha Alex Sloan)
- 2021 – Diamonds (feat. Julian Jordan e Tinie Tempah)
- 2021 – Won't Let You Go (feat. John Martin e Matisse & Sadko)
- 2022 – Follow (feat. Zedd)
- 2022 – Limitless (feat. Mesto)
- 2022 – Reboot (feat. Vluarr)
- 2022 – Quantum (feat. Brooks)
- 2022 – Good Morning (feat. Matisse & Sadko)
- 2022 – Starlight (Keep Me Afloat) (feat. DubVision e Shaun Farrugia)
- 2022 – Funk (feat. Julian Jordan)
- 2022 – Find You (feat. Justin Mylo e Dewain Whitmore)
- 2022 – Aurora (feat. Blinders)
- 2022 – Oxygen (feat. DubVision e Jordan Grace
- 2022 – If We'll Ever Be Remembered (feat. Shaun Farrugia)
- 2022 – Loop (feat. Dallask e Sasha Alex Sloan)
- 2022 – Something (feat. Breathe Carolina)
- 2022 – Hero (feat. Jvke)
- 2023 – Hurricane (con Sentinel e Bonn)
- 2023 – Real Love (con Lloyiso)
- 2024 – Carry You (con Third Party, Oaks & Declan J Donovan)
- 2024 – Breakaway (con Mesto & WILHELM)
- 2024 – Biochemical (con Seth Hills)
- 2024 – Empty (con DubVision & Jaimes)
- 2024 – Wherever You Are (con DubVision & Shaun Farrugia)
- 2024 – Smile (feat. Carolina Liar)
- 2024 – Gravity (con Sem Vox & Jaimes)
- 2024 – Told You So (con Jex)
- 2025 – Angels for Each Other (con Arijit Singh)
- 2025 – Weightless (con Arijit Singh)
- 2025 – Mad (con Lauv)
- 2025 – Piece Of Mind (con Citadelle)
- 2025 – Our Time (con Afrojack , David Guetta e Amél)
- 2025 – Inside Our Hearts (con Alesso & Shaun Farrugia)
- 2025 – Sleepless Nights (con Armin Van Buuren & Libby Whitehouse)

## Remix
- 2011 – Nick Vathorst & Maximo – Intoxicated (Martin Garrix Remix)
- 2012 – Christina Aguilera – Your Body (Martin Garrix Remix)
- 2012 – Roy Gates – Midnight Sun 2.0 (Martin Garrix Remix)
- 2013 – Klingande – Jubel (Giulietto Kronika & Martin Garrix Remix)
- 2013 – Daddy's Groove – Stellar (Martin Garrix Remix)
- 2013 – Dimitri Vegas & Like Mike vs. Sander van Doorn – Project T (Martin Garrix Remix)
- 2013 – Martin Garrix – Animals (Martin Garrix & Victor Niglio's Festival Trap Remix)
- 2014 – Bassjackers – Crackin (Martin Garrix Edit)
- 2014 – DubVision – Backlash (Martin Garrix Edit)
- 2015 – The Weeknd – Can't Feel My Face (Martin Garrix Remix)
- 2018 – Martin Garrix feat. Khalid – Ocean (Martin Garrix & Cesqeaux Remix)
- 2021 – Martin Garrix feat. Bono e The Edge – We Are the People (Martin Garrix Remix)
- 2023 – 070 Shake – Cocoon (Martin Garrix & Space Ducks Remix)
- 2025 – Martin Garrix & Mesto – Limitess (Martin Garrix & Arcando Remix)